# Sven Westerberg
Pour les articles homonymes, voir Westerberg.
Sven Westerberg, né le 19 octobre 1945 à Vänersborg en Suède et mort le 24 juillet 2018 à Floda, est un romancier suédois, auteur de romans policier et de romans d'espionnage.

## Œuvre

### Romans
- Onsalaaffären (1987)
- Pragincidenten (1989)
- Kabinettssekreteraren (1991)
- Göteborgsmorden (1994)
- Skuggan av Vasa högre allmänna läroverk (1996)
- Det gåtfulla mordet i Partille (1998)
- Guds fruktansvärda frånvaro (1999)
- Judinnans tystnad (2000)
- Abonnemanget har upphört – hänvisning saknas (2002)
- Andras väg har rastplatser i solen (2003)
- Flugfiskaren (2006)
- Onsala, höstvinden och T.S. Eliot (2012)
- Ovissheten (2014)

## Prix et distinctions

### Prix
- Prix du meilleur roman policier suédois 1999 pour Guds fruktansvärda frånvaro
- Partille Bokhandels författarstipendium (sv) 2000